# Euphorbia cornastra
Euphorbia cornastra ist eine Pflanzenart aus der Gattung Wolfsmilch (Euphorbia) in der Familie der Wolfsmilchgewächse (Euphorbiaceae). Die Art ist ein Endemit Mexikos. Hybride dieser Art mit dem nahe verwandten Weihnachtsstern Euphorbia pulcherrima werden als Zierpflanzen im Pflanzenhandel angeboten. Die Wildform wird hingegen sehr selten kultiviert.

## Merkmale
Euphorbia cornastra ist ein verholzter Strauch mit 1 bis 2,5 Metern Wuchshöhe, mit einem kurzen basalen Stamm, der aus einer verdickten, knollenförmigen Wurzel entspringt. Der Spross ist jung filzig behaart, im Alter verkahlend. Die Zweige sind hohl. Die gestielten, dunkel graugrünen Laubblätter sitzen wechselständig, zu den Triebenden hin manchmal fast gegenständig oder wirtelig. Sie sind ganzrandig oder gezähnt, lanzettlich bis schmal eiförmig und erreichen 2 bis 6 Zentimeter Länge. Öfters sind sie im Umriss geigenförmig (mit zwei breit dreieckigen seitlichen Auslappungen, die durch einen halbkreisförmigen Einschnitt getrennt sind). Sie sind auf der Oberseite spärlich weißlich behaart, auf der Unterseite zumindest auf den Blattadern filzig behaart.
Die endständigen Blütenstände sind umgeben von einer Hülle aus rein weiß gefärbten Hochblättern, die eine Blütenhülle vortäuschen (sehr ähnlich wie die, hier rot gefärbten, des nahe verwandten Weihnachtssterns), diese erreicht jeweils bis zu 13 Zentimeter Durchmesser. Die Hochblätter sind lanzettlich, elliptisch oder schmal eiförmig, bis 6 Zentimeter lang und 0,5 bis 2,5 Zentimeter breit, ganzrandig oder gezähnt. Der eigentliche Blütenstand ist ein Pleiochasium mit dreiteiligen Achsen, die mittlere Blüte (eigentlich, wie typisch für Wolfsmilch, ein reduzierter Blütenstand in Form eines Cyathiums) mit einem 5 bis 13 Millimeter langen Stiel, die seitlichen fast oder ganz sitzend. Die randständigen Cyathien sind rein männlich, die mittleren zweigeschlechtig, mit glockenförmiger, fünfeckiger, filzig behaarter Hülle. Jedes Cyathium ist begleitet von einer, gelegentlich zwei abgeflacht lippenförmigen, gelb gefärbten Nektardrüsen.
Die dreieckige Kapsel reißt bei Fruchtreife ein und entlässt die etwa 10 mm langen, grau gefärbten Samen.
Die Art ist von Euphorbia pulcherrima, von der es (selten) auch Wildformen mit weißer Hochblatthülle gibt, an zahlreichen Merkmalen leicht zu unterscheiden: unter anderem ist der Blütenstand kleiner, die Nektardrüsen anders geformt, die Kapselfrucht und die Samen weitaus kleiner. Außerdem ist die Wuchsform verschieden, Euphorbia cornastra bleibt niedriger, ist aber stärker verzweigt, sie bildet kompakt gebaute Sträucher. Alle anderen ähnlichen Arten (der Sektion Poinsettia) sind krautige Arten.
Anders als der winterblühende Weihnachtsstern blüht Euphorbia cornastra im Hochsommer, von Mitte Juli an, vereinzelt bis in den Oktober, in der lokalen Regenzeit. Die Sträucher ähneln, aus der Entfernung betrachtet, dem Blüten-Hartriegel Cornus florida, worauf der Artname Bezug nimmt.

## Verbreitung und Standort
Euphorbia cornastra ist ein Endemit der Sierra Madre del Sur, zentrale Provinz Guerrero, Mexiko. Sie wächst dort auf verkarstetem Kalkgestein. Die Art wurde zuerst nahe der kleinen Siedlung Cruz de Ocote in fast 2000 Meter Meereshöhe in einem Eichen-Kiefern-Wald gefunden.

## Systematik
Die Art wurde von dem US-amerikanischen Botaniker Robert L. Dressler 1973 entdeckt und 1975 als Poinsettia cornastra erstbeschrieben. Später wurde sie, wie die gesamte Gattung, von dem britischen Botaniker Alan Radcliffe-Smith in die Gattung Euphorbia transferiert. Heute wird sie, nach morphologischen und molekularen Merkmalen, in eine (gegenüber dem traditionellen Gattungskonzept weiter abgegrenzte) Sektion Poinsettia in der (primär neuweltlichen) Untergattung Chamaesyce der Gattung Euphorbia eingeordnet. Nach den genetischen Daten ist Euphorbia pulcherrima nahe verwandt und vermutlich die Schwesterart des Weihnachtssterns.

## Verwendung
Die Art selbst wird sehr selten kultiviert. Kreuzungen mit dem Weihnachtsstern dienten aber dazu, die Eigenschaften dieser lange etablierten Zierpflanze zu verändern. Hybride Zuchtlinien zeichnen sich durch hellere, meist lachsrosa gefärbte Hochblatthülle aus. Da es sich bei den Eltern um eine sommer- und eine winterblütige Art handelt, blühen sie intermediär, im Herbst. Die Hybride Euphorbia pulcherrima x Euphorbia cornastra, als Kultivar Euphorbia 'Princettia' genannt, wird daher in Deutschland unter dem Namen „Herbststern“ vermarktet.